# Dancehall
Sous-genres
Ragga, shatta
Genres dérivés
Hip-hop, grime, reggaeton
Genres associés
Reggae fusion, oldschool jungle

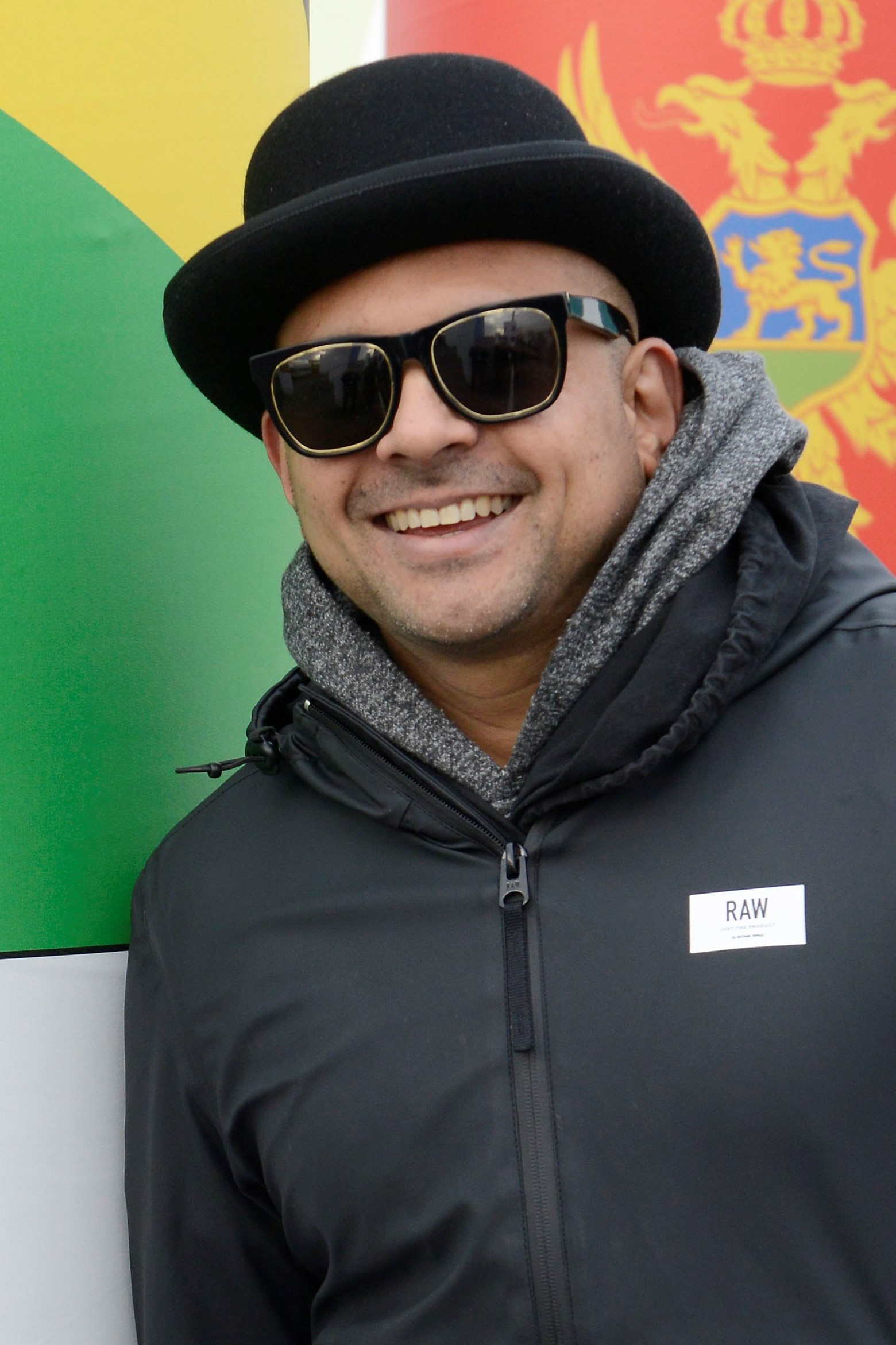
Sean Paul en 2015.

Le dancehall (abréviation de l'anglais dance hall music, « musique de salle de bal ») est une musique populaire jamaïcaine apparue en Jamaïque à la fin des années 1970, en tant que variante du reggae,.
Les plus grandes personnalités du genre dancehall sont Sean Paul, Vybz Kartel, Yellowman, Mavado, Spice, Eek-A-Mouse ou encore Shaggy. Le dancehall amène une nouvelle génération de producteurs, comme Linval Thompson, Gussie Clarke et Jah Thomas. Au milieu des années 1980, l'instrumentation électronique du genre prend de l'importance et change considérablement de son connu sous le nom de ragga caractérisé par un rythme plus rapide.

## Terminologie
Le style musical dancehall n'est pas définissable de façon précise. À l'origine, il s'agit de toute musique jouée dans un espace clos. Ce terme désigne plutôt une connotation de groupe, d'ambiance, de rassemblement. Ainsi, le dancehall peut rendre un son aussi bien numérique ou hardcore que roots. Dans les années 1990, il est parfois associé à un style qui s'est développé sur la base de la musique indienne (voir le Coolie Dance riddim et Bam Bam riddim créé par Sly and Robbie).
On peut considérer que le dancehall est au monde du reggae ce que le hip-hop est, en un sens technique, à la musique noire américaine populaire. Ainsi, dans les rassemblements festifs habituels que l'on appelait dancehall, à l'origine de ce style, on réalisait un morceau différent à partir d'échantillons de vieux classiques de reggae. Le parallèle avec la musique hip hop se fait donc par l'utilisation non seulement de samples mais également de synthétiseurs intervenant, parfois de bout en bout, dans la réalisation de certains albums. La grande révolution du dancehall est, en effet, l'arrivée des machines numériques sur l'île vers 1984 et 1985. De nombreux compositeurs se sont mis à la composition audio-numérique (voir le riddim Sleng Teng de King Jammy).
En France, le chanteur Tonton David est l'un des pionniers du dancehall francophone. Avec son titre Peuples du Monde présent sur la compilation Rapattitude produite par Virgin en 1990, le reggae dancehall se dégage de l'univers underground sous le terme de raggamuffin pour investir les petits écrans et les radios. D'autres suivront dans le même style musical. On peut citer des groupes comme Raggasonic et Nèg' Marrons qui connaissent un franc succès dans les années 1990.
Le reggae dancehall francophone est représenté par des artistes comme Admiral T, Krys, Saïk, Kalash, ou encore Kaf Malbar. Tout comme ces chanteurs, des milliers d'artistes de dancehall underground restent très actifs également même s'ils ne sont pas visibles dans les médias. Le nouvel outil informatique qu'est l'Internet permet de les faire connaître par le biais des réseaux sociaux et des sites d'hébergement de vidéos[réf. nécessaire].

## Histoire
Le nom de dancehall s'inspire des dance halls (« salle de danse » ou « salle de bal ») où des sound systems locaux jouent des chansons jamaïcaines. Le mouvement commence dans les années 1940 dans la région de Kingston dans des villes comme Trench Town, Rose Town et Denham Town. Lors des changements sociaux et politiques que connaît le pays à la fin des années 1970, la Jamaïque se sépare progressivement du roots reggae international. Le gouvernement socialiste du People's National Party est remplacé par le Parti travailliste de Jamaïque (JLP), un parti de droite. Les thèmes de  l'injustice sociale, du rapatriement et du mouvement rastafari influencent désormais les paroles des chansons,,. Des sound systems comme Killimanjaro, Black Scorpio, Gemini Disco, Virgo Hi-Fi, Volcano Hi-Power et Aces International tirent profit du nouveau son.
Les deux plus importants deejays des débuts du dancehall, Yellowman et Eek-a-Mouse, préfèrent le thème de l'humour à celui de la violence. Yellowman devient le premier DJ jamaïcain à signer avec un label major américain, et parvient à se populariser à l'instar de Bob Marley,. Le début des années 1980 voit l'apparition, sur la scène dancehall, de   deejays féminins : Sister Charmaine, Lady G, Lady Junie, Junie Ranks, Lady Saw, Sister Nancy et Shelly Thunder,. Le dancehall amène plus tard une nouvelle génération de producteurs ; Junjo Lawes, Linval Thompson, Gussie Clarke et Jah Thomas remplacent les producteurs des années 1970.

### Reggae dancehall
Le reggae dancehall (ou dancehall roots - voir reggae) est la variante du dancehall la plus proche du reggae des années 1970, donc sur des rythmes roots conservant la structure one drop de celui-ci. Elle a souvent le même type de message à faire passer que le reggae lui-même : militer contre Babylone, pour la légalisation de la marijuana, mais aussi des revendications sociales ou politiques plus diverses, ou simplement des chansons d'amour[réf. nécessaire].

### Ragga dancehall
Le ragga dancehall, appelé encore raggamuffin, est la variante la plus populaire du dancehall en Jamaïque actuellement. Il s'agit de deejays posant sur des rythmes agressifs (c'est-à-dire plus violents que le reggae) et non plus root[réf. nécessaire].

### Soca dancehall
La soca dancehall est du dancehall enregistré sur des riddims de soca. Elle a pour but de faire danser ses auditeurs. Ce style de dancehall, très prisé à Saint-Vincent et à Sainte-Lucie, l'est de plus en plus dans les Antilles françaises, où il a donné le bouyon[réf. nécessaire].

### Danse dancehall
Outre un style de musique, la Dancehall est également une danse très populaire de la Jamaïque. Née et développée dans les                     « Downtowns » (ghettos pauvres) du pays, la Dancehall est une danse sociale, politique et économique. Les steps (mouvements, pas de danse) racontent chacun une histoire et portent un nom, ils ont donc une signification inspirée de la vie quotidienne souvent rude. Cette danse sociale est la plupart du temps créée par différents crews (groupes) et dansée dans la rue.
Développée au fil des années, cette danse se divise en 3 époques distinctes : Old School, Middle School et le New School. Apparu dans les années 1990 / 2002, le Old School se caractérise comme étant les fondations de la Dancehall. Inspiré du Skank, ce style de danse basé sur le bounce (rebond du corps en rythme) et le ressenti du mouvement (feeling) se danse sur des musiques roots tels que des vieux riddims et du reggae. Le premier danseur qui a fait connaître la Dancehall de manière populaire est Gerald Levy, plus connu sous le nom de Mr Bogle. Ce danseur a créé de nombreux Steps tel que le Willie Bounce et le Wacky Dip. Encore une icône aujourd’hui, Mr Bogle a permis de populariser et faire connaître la Dancehall dans le monde entier. Dans les années 2002 / 2010, le Middle School est arrivé : les mouvements ont évolué et sont devenus plus techniques que les steps Old School. Depuis 2010, le New School est apparu, ce style créé par la nouvelle génération de danseurs est basé sur des steps variés plus techniques et complexes.
Dans la Dancehall, il existe deux styles bien distincts : le Dancehall Queen et le Badman style. Le Badman Style est une forme d’expression de la violence. Au lieu de se battre et être dans la criminalité, les danseurs expriment cette colère et cette violence à travers la danse. Les Steps sont donc souvent avec des imitations de guns (armes) et nécessitent une certaine attitude dite « bad » (mauvaise).  Le Dancehall Queen lui, est un style réservé aux femmes qui met en lumière la féminité, la confiance en soi et les différents corps de la femme. Perçu comme une danse très sexuelle dans les pays Occidentaux (Twerk, steps Gyal (femme), des figures acrobatique etc.), les femmes Jamaïcaines prennent en réalité l'espace et leur place en dansant : elles revendiquent leur existence, le respect de la femme et de leurs corps dans toutes les situations, en dansant de manière « provocatrice » et équivoque. Lors des soirées en Jamaïque, un moment est dédié aux Dancehall Queens : les femmes envahissent tout à coups l'espace et les hommes se mettent de côté.